# Погба, Матиас
Матиас Фассу Погба (фр. Mathias Fassou Pogba; 19 августа 1990 года, Конакри, Гвинея) — гвинейский футболист, нападающий. Выступал за сборную Гвинеи.

## Карьера

### Клубная
Находился в системе испанской «Сельты». Взрослую карьеру начал во французском клубе «Кемпер», выступающем в 4-м дивизионе. В сезоне 2009/2010 провёл 19 игр и забил 2 мяча. С 2010 по 2012 год играл в Национальной Конференции (5-й дивизион в системе футбольных лиг Англии) за валлийский клуб «Рексем». За два сезона провёл 66 игр и забил 15 голов.
С 2012 по 2014 год играл в Первой лиге Англии (3-й дивизион в системе футбольных лиг Англии) за клуб «Кру Александра». Провёл 56 игр и забил 17 голов.
Летом 2014 года перешёл в итальянскую «Пескару», выступающую в Серии B. Провёл всего 4 матча в сезоне и покинул клуб.
В 2015 году играл в Первой лиге Англии за «Кроли Таун». Провёл 17 игр, забил 2 гола.
Летом 2015 года перешёл в шотландский клуб «Партик Тисл». Дебютировал за команду 9 августа 2015 года во 2-м туре Чемпионата Шотландии в матче против «Селтика». «Партик Тисл» проиграл со счётом 0:2. В сезоне 2015/2016 сыграл 28 матчей и забил 2 гола в чемпионате.
Летом 2016 года перешёл в нидерландскую «Спарту». В сезоне 2016/2017 сыграл 14 матчей и забил 4 гола в чемпионате. В августе 2017 года покинул команду.
В сентябре 2018 года подписал контракт с французским «Туром».

### В сборной
Дебютировал за сборную Гвинеи 5 февраля 2013 года в товарищеском матче против сборной Сенегала. Команды сыграли вничью со счётом 1:1.

### Выступления за сборную
| Матчи Погба за сборную Гвинеи | Матчи Погба за сборную Гвинеи | Матчи Погба за сборную Гвинеи | Матчи Погба за сборную Гвинеи | Матчи Погба за сборную Гвинеи | Матчи Погба за сборную Гвинеи | Матчи Погба за сборную Гвинеи |
| №                             | Дата                          | Оппонент                      | Счёт                          | Голы                          | Соревнование                  |                               |
| ----------------------------- | ----------------------------- | ----------------------------- | ----------------------------- | ----------------------------- | ----------------------------- | ----------------------------- |
| 1                             | 5 февраля 2013                | Сенегал                       | 1:1                           | —                             | Товарищеский матч             |                               |
| 2                             | 24 марта 2013                 | Мозамбик                      | 0:0                           | —                             | Отборочные матчи ЧМ-2014      |                               |
| 3                             | 12 июня 2015                  | Свазиленд                     | 1:2                           | —                             | Отборочные матчи КАН-2017     |                               |
| 4                             | 24 марта 2017                 | Габон                         | 2:2                           | —                             | Товарищеский матч             |                               |
| 5                             | 6 июня 2017                   | Алжир                         | 1:2                           | —                             | Товарищеский матч             |                               |

Итого: 5 игр / 0 голов; 0 побед, 3 ничьи, 2 поражения.

## Семья
Братья — Поль и Флорентен, профессиональные футболисты. Поль — полузащитник итальянского клуба «Ювентус» и сборной Франции. Флорентен — защитник, выступал за сборную Гвинеи.